# Misterioso
Albums de Thelonious Monk Quartet
Mulligan Meets Monk
(1957) The Thelonious Monk Orchestra at Town Hall
(1959)
Misterioso est un album du pianiste de jazz Thelonious Monk avec le saxophoniste Johnny Griffin sorti en 1958 chez Riverside.

## Historique
Misterioso est un album enregistré live lors de concerts du quartet de Monk au club Five Spot Café à New York. L’album est constitué uniquement de compositions du pianiste à l’exception de Just a Gigolo qu’il interprète seul au piano. Thelonious in Action est constitué d'enregistrements datant des mêmes sessions.

## Pistes
| No | Titre                                            | Musique                          | Durée |
| -- | ------------------------------------------------ | -------------------------------- | ----- |
| 1. | Nutty                                            | Thelonious Monk                  | 5:53  |
| 2. | Blues Five Spot                                  | Thelonious Monk                  | 8:15  |
| 3. | Let’s Cool One                                   | Thelonious Monk                  | 9:15  |
| 4. | In Walked Bud                                    | Thelonious Monk                  | 11:22 |
| 5. | Just a Gigolo                                    | Leonello Casucci, Julius Brammer | 2:08  |
| 6. | Misterioso                                       | Thelonious Monk                  | 10:55 |
| 7. | 'Round Midnight (Piste de bonus de l’édition CD) | Thelonious Monk                  | 6:16  |
| 8. | Evidence (Piste de bonus de l’édition CD)        | Thelonious Monk                  | 10:16 |

## Musiciens
- Thelonious Monk - Piano
- Johnny Griffin – Saxophone ténor
- Roy Haynes - Batterie
- Ahmed Abdul-Malik - Basse